# Hôpital de la Charité de Paris

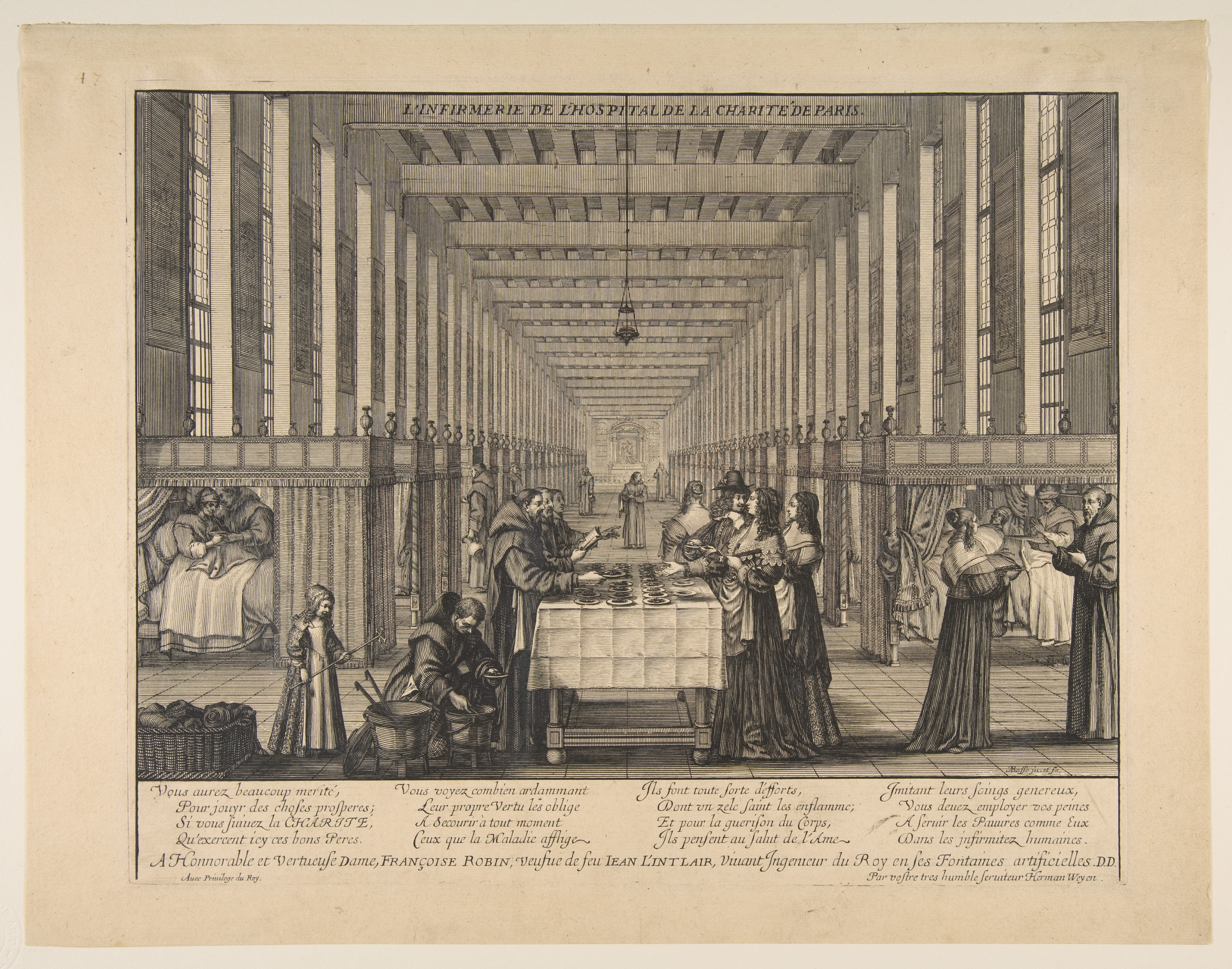
Abraham Bosse, L'Infirmerie de l'Hôpital de la Charité de Paris (vers 1639).

Pour les articles homonymes, voir Hôpital de la Charité.
L'hôpital de la Charité de Paris, également appelé hôpital des Frères-de-Saint-Jean-de-Dieu, est un ancien hôpital parisien fondé au début du XVIIe siècle. Il est fermé et détruit vers 1935 pour faire place à la nouvelle faculté de médecine. Situés au 45, rue des Saints-Pères, ces locaux abritent actuellement le campus Saint-Germain-des-Prés, l'un des sites de l'Université Paris-Cité.

## Historique

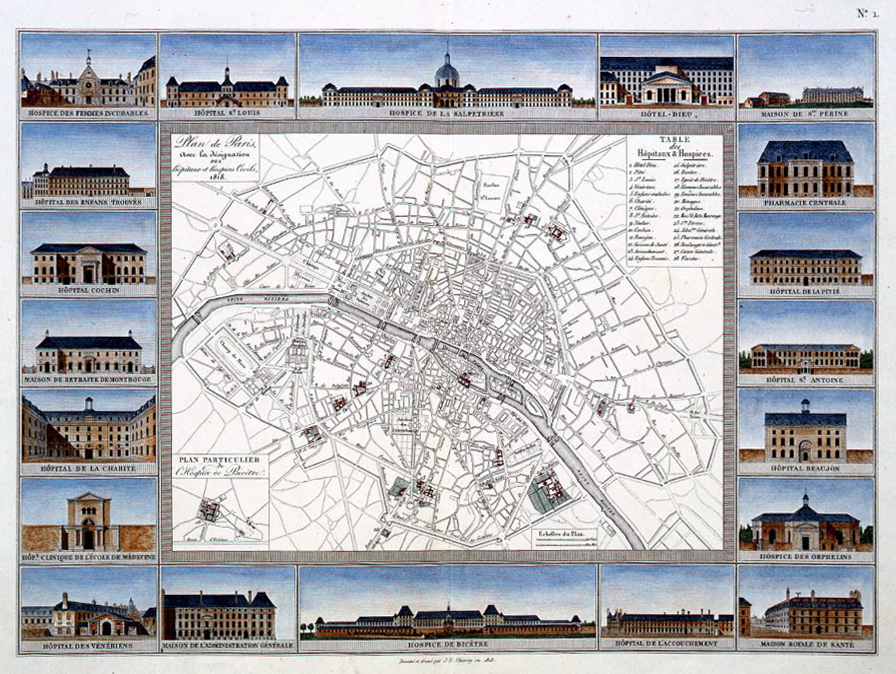
Plan des hôpitaux de Paris en 1820.

En 1601, Marie de Médicis, seconde épouse du roi Henri IV de France fit venir à Paris cinq frères de la congrégation de Saint-Jean-de-Dieu — alors communément appelés « frères de la Charité » — pour soigner les malades pauvres. Ce furent, suivant leur règle, des médecins et pharmaciens soignant eux-mêmes les malades. D'abord installés dans une maison située rue de la Petite Seine (emplacements actuels des nos 2-4 rue Bonaparte et no 9 quai Malaquais), ils furent obligés, quelques années plus tard, de céder la place, Marguerite de Valois, première femme d'Henri IV ayant décidé, en 1607, d'y implanter un couvent (futur couvent des Petits-Augustins, établi dans le périmètre de l'actuelle École nationale supérieure des beaux-arts).
Elle leur offrit en échange l'ancien hôtel de Sansac, situé près de l'ancienne chapelle de Saint-Pierre (ou des Saints-Pères), premier noyaux du futur hôpital de la Charité. À partir de 1613, les frères construisirent d'importants bâtiments destinés au service hospitalier.
Ils reçurent également de l'abbé de Saint-Germain-des-Prés l'utilisation de l'ancienne petite chapelle Saint-Père. Les nouveaux locataires réparèrent et obtinrent la cession définitive de la chapelle en même temps que celle du petit cimetière Saint-Germain qui en dépendait. L'ancienne chapelle fut démolie et la nouvelle fut consacrée au mois de juillet 1621 par l'archevêque d'Embrun. Elle fut réaménagée au milieu du XVIIe siècle et reçut en 1732 un portail de l'architecte Robert de Cotte. La façade du bâtiment qui donnait sur la rue Taranne était de M. Destouches.
À partir de 1652,,, les religieux de la Charité disposèrent — grâce à une donation anonyme — également d'une maison, rue du Bac, initialement équipée de huit lits destinées à accueillir des convalescents pauvres après leur sortie de l'hôpital. L'établissement, dénommé « hôpital des convalescents de la Charité » occupait l'angle sud-ouest des rues du Bac et de Varenne et était agrémenté de grands jardins. Il avait pour origine une fondation créée en 1628 par Angélique Faure (1593-1664), veuve de l'ancien surintendant des finances Claude de Bullion de Bonnelles, dont le nom ne fut révélé qu'après sa mort. L'hôpital des convalescents n'admit pas de malades et seulement des convalescents « hors la nécessité des remèdes et non infectez de maladies contagieuses ». Il n'y eut ni médecin, ni chirurgien, ni apothicaire. Deux religieux et un serviteur, nourris et entretenus selon les termes du contrat établi le 30 mars 1652, veillèrent sur les convalescents durant leur séjour. Limité à quinze jours, ce séjour, institué pour leur permettre de reprendre leurs forces et rétablir leur santé, constituait une sorte de soins de suite et de réadaptation avant la lettre,. Une partie des jardins fut cédée au XVIIIe siècle à la Société des Missions étrangères voisine.
Les frères de la Charité possédaient aussi la Charité de Charenton, hôpital et asile d'aliénés.

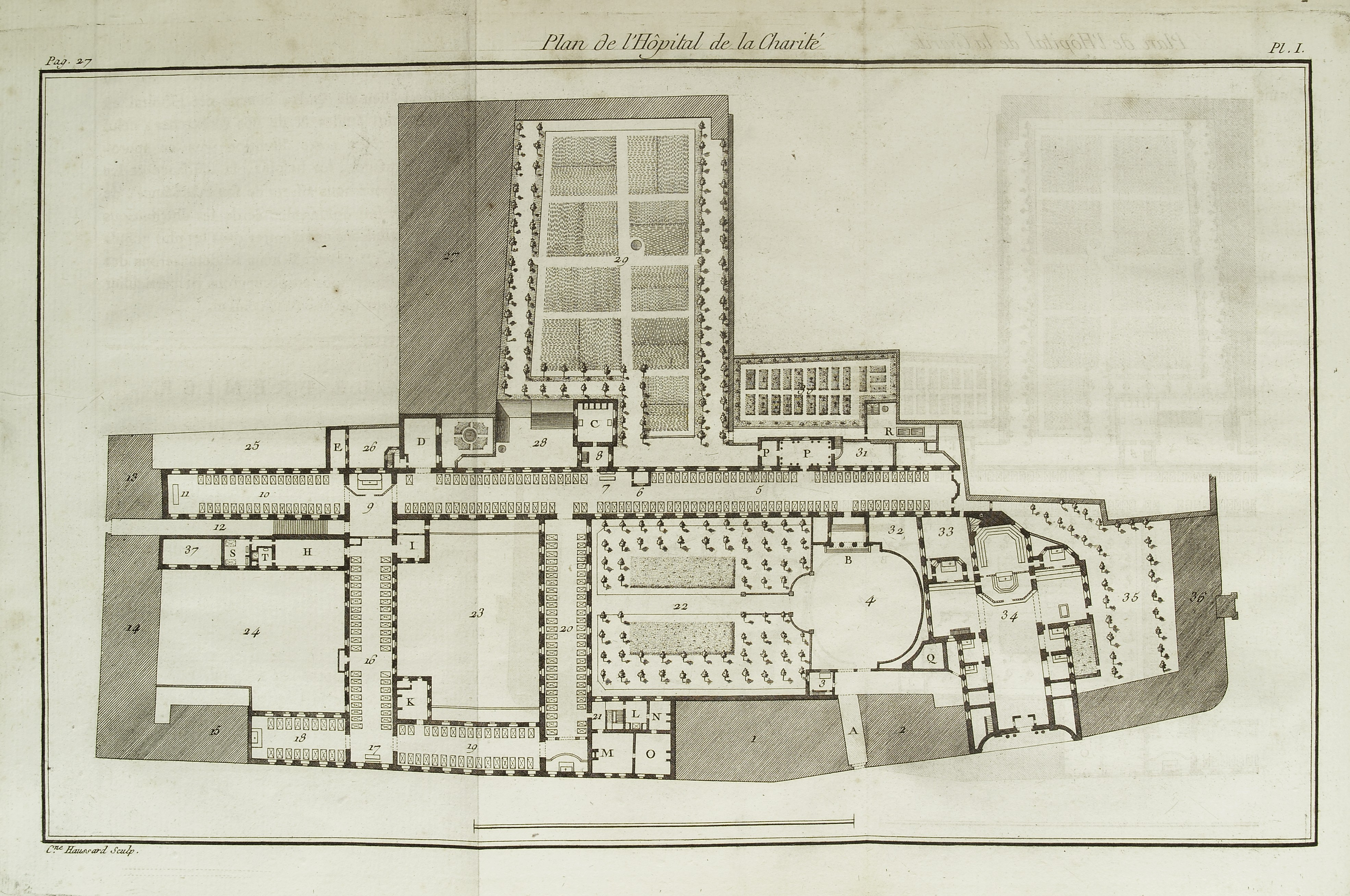
Plan au sol de l'hôpital de la Charité, publié en 1788.

Un plan précis de l'hôpital en 1788 est inséré dans les Mémoires sur les hôpitaux de Paris de M. Tenon. Sous la Révolution, il prend, provisoirement, le nom d'hospice de l'Unité.
L'Académie de médecine y eut son siège entre 1850 et le début du XXe siècle.
La rue Taranne ayant disparu dans les années 1870 lors du percement du boulevard Saint-Germain, l'ancienne chapelle de l'hôpital se dresse dès lors à l'angle de ce boulevard et de la rue des Saints-Pères.

### Description de l'hôpital en 1900
Fernand Gillet dans un chapitre de son livre consacré à l'histoire de l'hôpital le décrit précisément.

#### Topographie et organisation des locaux
L'entrée principale est située 47, rue Jacob. L'hôpital est construit sur un emplacement de 16 085 m2 et comprend trois cours principales se succédant en ligne droite jusqu'à l'Académie de médecine. Une partie du bâtiment près de l'entrée est destinée aux consultations : accueil, salle d'attente, cabinet de consultations, salles d'examens (radioscopie, radiologie, électrothérapie) , un local est destiné au chirurgien-dentiste et une aux brancardiers. Une partie est consacrée aux moyens généraux et au personnel : bureau et logement du directeur, salle de garde des internes, bureaux, concierge, cabinet du pharmacien et pharmacie, économat, boutiques, cuisines et dépendances, magasin d'habillement, buanderies, réfectoires, amphithéâtre des cours du professeur Potain. Les combles sont utilisés comme logement et dortoirs du personnel. Les salles des malades sont les salles Boyer, Rayer, Louis, Petit, Briquet, Laënnec, Bouillaud, Frère Côme, Vulpian, Beau, Piorry, Damaschino, Corvisart, Cruveilhier, Velpeau, Trélat, Gosselin, Andral et une crèche, une salle d'opérations, des chambres d'isolement. Les salles des malades sont chauffées par des appareils à charbon. Les salles sont éclairées par des veilleuses, les services de chirurgie et de maternité ont des appareils à gaz, ainsi que les services généraux et les couloirs.
À gauche sur une cour surélevée sont la chapelle, les ateliers, la salle des morts et celle d'autopsie.
L'hôpital est alimenté en eau en partie par une source (la Vanne) et en partie par la Seine et par l'Ourcq.

#### Capacité d'accueil
L'hôpital dispose de 650 lits dont 388 pour la médecine, 144 pour la chirurgie, 118 pour la maternité et annexes (lits pour les mères et berceaux et service de médecine lié à la maternité).
En 1898, le nombre d'entrées s'est élevé à 6 624 pour la médecine et 1 857 pour la chirurgie. Le nombre de décès est de 574 pour la médecine et 86 pour la chirurgie. Le service des consultations a accueilli 21 241 personnes.

#### Personnel
L'effectif est ventilé en quatre familles :
- les services administratifs : un directeur, un économe, deux commis (tous sont logés) ;
- le personnel médical : six médecins, deux chirurgiens, un accoucheur, un pharmacien, un médecin chargé du laboratoire, 12 internes en médecine et huit en pharmacie, 45 externes ;
- le personnel secondaire comprend les surveillants au nombre de 40 (avec les suppléants) et les infirmiers et infirmières : 117 ;
- le personnel à la journée regroupe les ouvriers, personnel de cuisine et de la lingerie, au total 19 personnes.

### La Charité auXXesiècle

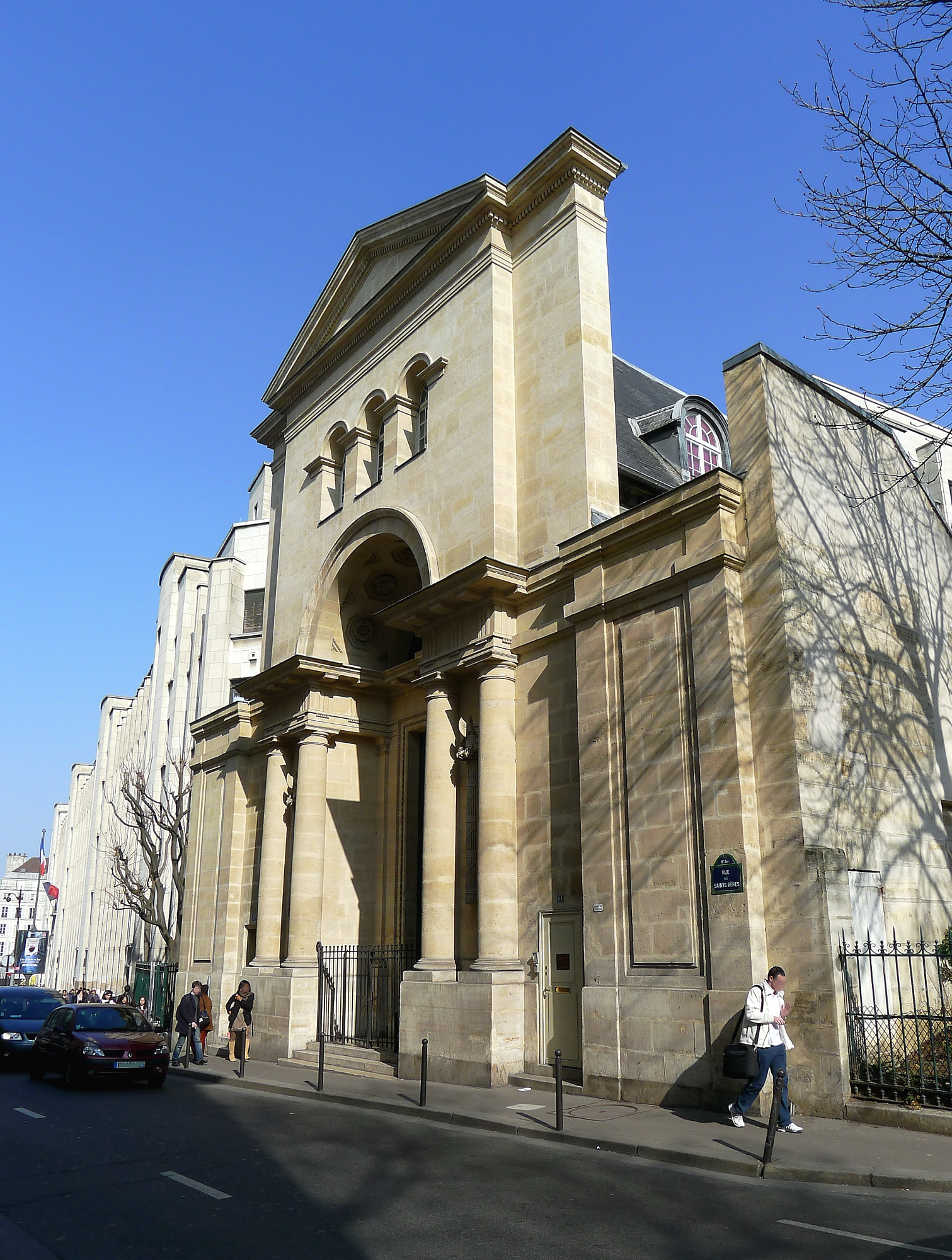
Façade de la cathédrale Saint-Vladimir-le-Grand, Paris

Lors de la crue de la Seine de 1910, les sous-sols de la Charité sont inondés dès le 21 janvier. Le 25, le fonctionnement de l'établissement devenant difficile, une partie des patients est évacuée vers d'autres hôpitaux.
Les bâtiments de l'hôpital de la Charité sont détruits vers 1935 pour faire place à la nouvelle faculté de médecine, accueillant à partir de 1953 les étudiants de l'UFR des Saints-Pères.
L'ancienne chapelle de l’hôpital est transformée en 1942 en église puis cathédrale Saint-Vladimir-le-Grand de rite ukrainien.

## Médecins ayant exercé à l'hôpital de la Charité
- Pierre-Jean Burette (1665-1747)
- François Gigot de Lapeyronie (1678-1747)
- François de Lassone (1717-1788)
- Thierry de Bussy (en 1776)
- Jean-Joseph Sue (père), dit Sue de la Charité (de 1754 à 1779)
- Francois Chopart (1743-1795)
- Pierre Joseph Desault (1744-1795) (de 1782 à 1785)
- Jean-Baptiste Dumangin (1744-1826), médecin à l'Hôpital de la Charité au commencement de 1771, médecin chef de (1776 à 1826).
- Louis René Desbois de Rochefort (de 1780 à 1785)[12]
- Jean-Nicolas Corvisart (1755-1821) (de 1786 à 1821)
- Louis Charles Hallot (de 1789 à 1790)
- Calmé (de 1790 à 1796)
- Jean-Joseph Sue (fils) (1789 à 1796)
- Joseph Deschamps (1788 à 1824)
- Alexis Boyer (1757-1833) (de 1789 à 1795)
- Leroux (de 1803 à 1817)
- Bayle de (1808 à 1816)
- Théodoric Lerminier (1770-1836) (de 1817 à 1837)
- Pierre Fouquier (1776-1850) (de 1808 à 1850)
- Philibert Joseph Roux (1780-1854) (de 1816 à 1835)
- René Laennec (1781-1826)
- Pierre Rayer (1793-1867)
- Pierre Adolphe Piorry (1794-1879)
- Alfred Velpeau (1795-1867)
- Gabriel Andral (1797-1876)
- Jean-Baptiste Bouillaud (1796-1881)
- Casimir Davaine (1812-1882)
- Jules Bernard Luys (1828-1897)
- Frédéric Labadie-Lagrave (1844-1917)
- Pierre-Constant Budin (1846-1907)
- Augusta Dejerine-Klumpke (1859-1927)
- Albert Calmette (1861-1933)
- Georges Guillain (1876-1961)
- Thérèse Bertrand-Fontaine (1895-1987)
- François-Victor Mérat (1780-1851) (de 1803 à 1813)
- Léon Tixier

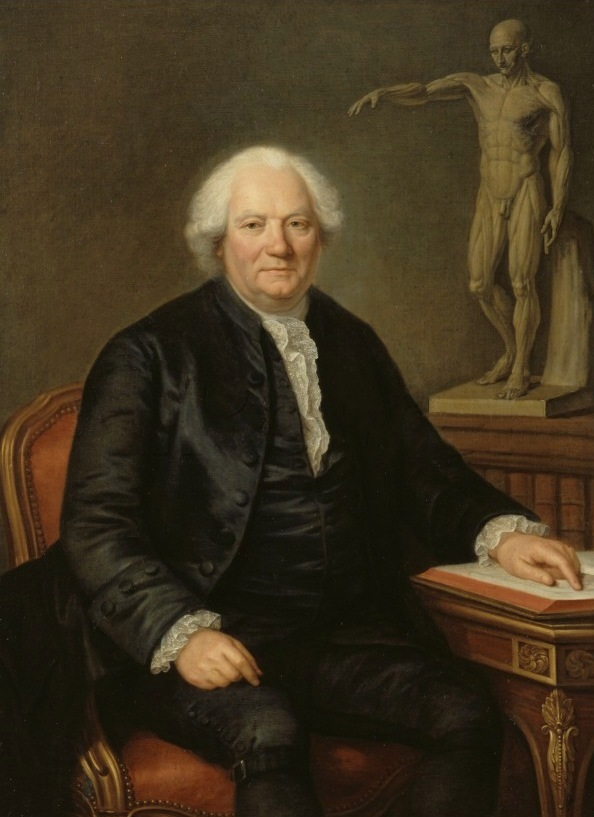
Guillaume Voiriot, Jean-Joseph Sue 1710-1792 (dit Sue de la Charité) (vers 1789), château de Versailles.
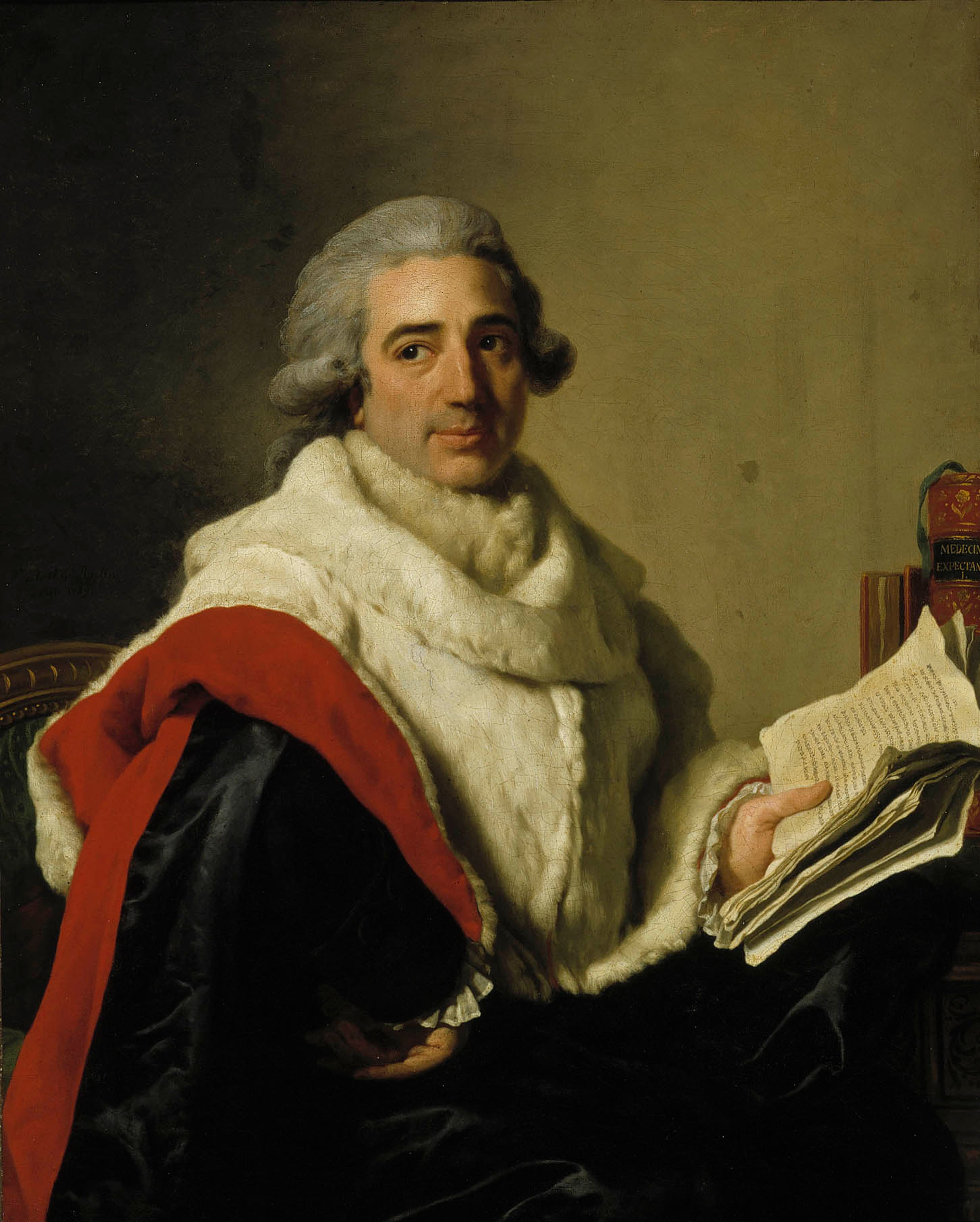
Alexandre Roslin, Jean-Baptiste Eugénie Du Mangin ou Jean-Baptiste Dumangin (1744-1826) médecin en tenue d'apparat, peint par (1789), 102 × 80 cm, Helsinki, musée Sinebrychoff.

## Décoration
En 1859, plusieurs artistes travaillent à la décoration de la salle du personnel, partiellement reconstruite au musée de l'Assistance publique - Hôpitaux de Paris, quai de la Tournelle à Paris : Jean Achard (1807-1884), Henry Axenfeld (1824-1892), Stéphane Baron (1827-1921), Gustave Doré (1832-1883), Hippolyte Fauvel (1835-1895), Augustin Feyen-Perrin (1826-1888), Léon-Charles Flahaut (1831-1920), Louis Français (1814-1897), Jean-Baptiste Georges Gassies (1819-1883), Edmond-Georges Guet (1829-1865), Jean-Louis Hamon (1821-1874), Henri Harpignies (1819-1916) et Émile Vernier (1829-1887).